# Julius Thikötter
Julius Thikötter (* 12. April 1832 in Barmen-Wupperfeld; † 16. November 1913 in Bremen) war  ein evangelischer Pfarrer und ein produktiver theologischer Schriftsteller.

## Leben
Thikötter war das jüngste von sieben Kindern eines märkischen Kaufmanns. Der Vater starb, als der Junge ein Jahr alt war. Die Mutter führte das Geschäft fort. Er besuchte die Gemeindeschule in Wupperfeld und ab 1842 die Stadtschule in Barmen. 1843 kam er in die Familie seiner einzigen Schwester, die den Flammersheimer Pastor Korten geheiratet hatte. Hier blieb er bis 1848. Anschließend besuchte er zunächst das katholische Gymnasium in Münstereifel und 1849 das evangelische Gymnasium in Duisburg.
Von 1851 bis 1854 studierte Thikötter Evangelische Theologie an der Universität Bonn, wo er Mitglied in der Burschenschaft Alemannia wurde (ihr ist seine Liedersammlung Neue Rhein-Lieder (1888) gewidmet). 1855 wurde er als Hilfsprediger nach Neviges bei Elberfeld berufen. Nach dem Abschluss des zweiten Examens der Theologie folgte eine Zeit als Pfarrer in Hattingen, wo er ab 1861 auch als Superintendent des Kirchenkreises Hattingen amtierte. Seit dem 31. März 1864 war Thikötter Pfarrer an der Kirche Unser lieben Frauen in Bremen und Garnisonsprediger.
Thikötter war von Haus aus durch die Erweckung geprägt. Theologisch knüpfte er an Richard Rothe und Albrecht Ritschl an und gehörte der damals sogenannten „positiven“ Richtung an. In der Auseinandersetzung um den seit 1888 an die Bremer Martinikirche berufenen liberalen Theologen Albert Kalthoff betrieb er zusammen mit sechs gleichgesinnten Bremer Pfarrern 1906 ein Verfahren zu dessen „Amtsenthebung wegen Atheismus“. Er verfasste mehrere Gegenschriften zu dessen Thesen. Im Jahr 1889 wurde er Doktor der Theologie von Marburg und ließ sich 1901 emeritieren. Im Jahr 1907 feierte er seine goldene Hochzeit. Seine Frau starb 1909 und er zog sich in die Einsamkeit zurück.

## Schriften (Auswahl)

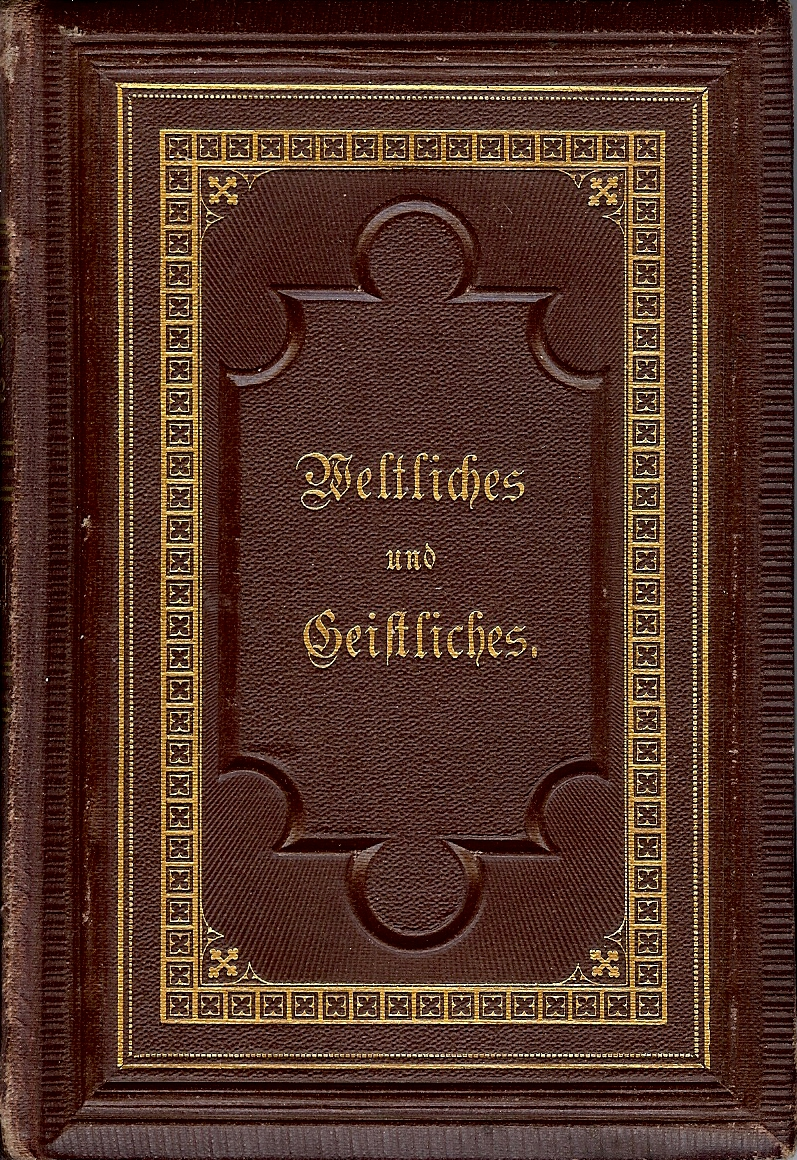
Weltliches und Geistliches in Liedern. Bremen, 1871

- Gerhard Tersteegen, ein Mystiker aus der rheinischen Kirche. 1862.
- Einiges über die Entwicklung und den Character der neueren deutschen bildenden Kunst. 1864.
- Einführung und Antritts-Predigt des Pastors J. Thikötter in der Gemeinde zu U. L. Frauen am 3. Juli 1864. 1864.
- Weltliches und Geistliches in Liedern vom Rhein und von der Weser. 1870.
- Jehovah ist König!. 1871.
- Gottes Reich und Deutsches Reich. 1871.
- Gebet dem Kaiser, was des Kaisers ist und Gott, was Gottes ist. 1873.
- Wie soll von positiver Seite der Anspruch auf kirchliche Berechtigung der liberalen Theologie und ihrer Vertreter beurtheilt werden?. 1878.
- Darstellung und Beurtheilung der Theologie Albrecht Ritschl’s. 1883.
- Einhard und Imma : Eine rheinische Sage aus der Zeit Karls des Großen. 1885.
- Das Verhältniß von Religion und Philosophie historisch und kritisch beleuchtet. 1888.
- Halleluja. Lateinische und deutsche Hymnen. 1888.
- Neue Rhein-Lieder. 1888.
- Der Altkatholizismus, dargestellt und nach evangelischen Grundsätzen beurteilt. 1889.
- Naturwissenschaftliche und philosophische Untersuchung der Frage: Was ist ein Apfel? 1889.
- Giordano Bruno und das hierarchische System Roms. 1890.
- Die metaphysische Grundlage des hierarchisch-jesuitischen und des sozialdemokratischen Systems und ihre Bekämpfung. 1891.
- Ideal und Leben nach Schiller und Kant. 1892.
- Extra ecclesiam salus non est. 1893.
- Jugenderinnerungen eines deutschen Theologen. Bremen 1894 (anonym erschienen, mit Anhang: Hymnen und Lieder).
- Heriman, der Westfale : eine epische Dichtung in 12 Gesängen. 1887.
- Von der christlichen Pflicht, die Wahrheit des Evangeliums zu begründen. 1901.
- Neue Hymnen. 1902.